# Bakou (Basse-Kotto)
Pour les articles homonymes, voir Bakou (homonymie).
Bakou est une commune rurale de la préfecture de la Basse-Kotto, en République centrafricaine. Elle s’étend au sud de la ville d’Alindao et doit son nom à la rivière Bakou, affluent de la Bangui-Keté.

## Géographie
La commune est située au centre de la préfecture de Basse-Kotto.
| Bangui-Ketté | Alindao |          |
| Yabongo      | Bakou   | Guiligui |
| Ouambé       | Mbélima | Kembé    |

## Villages
La commune compte 41 villages en zone rurale recensés en 2003 : Balada 1, Balada 2, Banda, Banda-Langba, Bangba, Bondo, Boroto, Boy-Ngou (1 à 6), Congo-Toulou, Dama, Dipa, Djama, Gbada, Gbanou, Godo, Goniaka, Gounouman, Govo, Keledjia, Keregoudou, Kologbo, Lagba, Mbele, Mbika, Mbiyi, Mode, Ndjagoa, Ngalia, Ngalia 2, Ngbaka, Ngbalou, Ngbewa, Ngbolo, Ngoakiri 1, Ngoakiri 2, Ngouli, Nzelete (1 et 2), Pagui, Rehou, Segnere, Tchoumanda.

## Éducation
La commune compte 4 écoles : Fondamentale 1 (A et B) de Kongbo, Bokoula, Mission Elim et Kolobo.